# Jan Dołmat Isajkowski (zm. 1628)
Jan Dołmat Isajkowski herbu Prus I (zm. w początku 1628 roku) – podkomorzy oszmiański w 1612 roku, klucznik i derewniczy wileński w 1598 roku, pisarz skarbowy litewski w latach 1592-1625, podkluczy wileński w 1591 roku.
Poseł powiatu oszmiańskiego na sejm warszawski 1626 roku.